# Col·legi Teològic Hebreu
El Col·legi Teològic Hebreu (en anglès: Hebrew Theological College) (HTC) conegut habitualment com a Skokie Yeshiva, és una ieixivà situada a Skokie, Illinois, que també funciona com un campus universitari privat. L'escola és una divisió del Touro College i del sistema universitari. L'objectiu principal de la ieixivà és ensenyar la Torà i les tradicions jueves. Va ser fundada en 1922 com una moderna institució jueva ortodoxa d'educació superior, situada als Estats Units i actualment inclou a estudiants de diversos orígens, entre ells hi ha; ortodoxos moderns, jueus haredim i jueus hassídics. El propòsit principal del Col·legi Teològic Hebreu, és preparar els estudiants per assumir papers formals com a educadors, així com entrenar als estudiants elegibles per complir amb els requisits i les demandes de l'ordenació rabínica, la (semicha). També hi ha un propòsit secundari, el Col·legi Teològic Hebreu, ofereix seus estudiants unes àmplies perspectives culturals, i una base sòlida sobre les arts i les ciències liberals, per facilitar una síntesi creativa del coneixement secular i jueu. En fer-ho, el col·legi també ofereix una excel·lent base per a la cerca d'una formació professional avançada.

## Ieixivà i Escola Secundària Fasman
La Ieixivà i Escola Secundària Fasman, es un centre educatiu que forma part del Col·legi Teològic Hebreu, i està ubicada a Skokie, Illinois. Durant el curs escolar 2016-2017, l'escola tenia 133 estudiants inscrits des del novè grau, fins al dotzè grau. La Ieixivà Fasman ofereix una educació dual, en la qual s'imparteixen estudis seculars i judaics. 

### Instal·lacions
El centre està ubicat en un terreny d'uns 13 acres (uns 53.000 metres quadrats), a un campus compartit amb el Col·legi Teològic Hebreu, i amb la Escola Jueva de Dia Hillel Torah. L'edifici de l'administració inclou: el menjador, l'auditori, la biblioteca, els dormitoris i les aules. El laboratori de ciència, la botiga de llibres, i la sala de jocs, estan també al mateix edifici. L'edifici de la sala d'estudi de la Iexivà, inclou classes addicionals i un gimnàs. Les instal·lacions esportives inclouen: una pista de bàsquet, un camp de beisbol, i un camp de futbol europeu.

### Departament d'Estudis Acadèmics
El programa general educatiu de l'institut Fasman, inclou cursos avançats en biologia, càlcul, computació, informàtica, física, història, govern, i política dels Estats Units, macro i microeconomia, i idioma anglès. Els estudiants del centre han d'aprendre  durant un període mínim de tres anys, l'idioma hebreu modern. Al centre s'imparteix l'assignatura d'àlgebra.

### Departament d'Estudis Judaics
El pla d'estudis del centre inclou una lliçó preparatòria, que està dissenyada per ajudar els estudiants que no han rebut prèviament una educació talmúdica, a desenvolupar les seves habilitats bàsiques, a més d'impartir tres nivells d'estudis judaics (els nous alumnes i els estudiants de primer any, només estudien els dos primers nivells). Cada professor d'estudis judaics ensenya als seus alumnes: el Talmud, la Halacà, i el Tanakh. A més, molts estudiants s'inscriuen en una varietat d'assignatures opcionals, que s'imparteixen després de les classes habituals.

### Esports
L'equip de bàsquet de l'escola competeix en el torneig estatal patrocinat per l'Associació d'Escoles Secundàries de l'Estat d'Illinois. Existeixen diverses lligues per esports com el bàsquet, el beisbol, el futbol americà (american football), el futbol europeu (soccer), el tennis, i el escacs.

### Activitats filantròpiques
Els alumnes de la Ieixivà Fasman, participen en diverses activitats caritatives i filantròpiques. La ieixivà, organitza una recollida per lliurar peces de roba a diverses organitzacions situades a Israel, que després la distribueixen a famílies necessitades. Molts estudiants del centre han ajudat a seleccionar i a empaquetar tones de roba, per ser després enviada per vaixell fins a Israel. Els estudiants del centre col·laboren amb l'organització benèfica Chicago Chesed Fund, i cooperen amb diverses organitzacions per infants amb discapacitats com Yachad i Chai Lifeline.